# Psamate (figlia di Crotopo)
Psamate (in greco antico: Ψαμάθη?, Psamàthē, composto di ψάμμος, «sabbia, spiaggia», e θεά, «dea») era figlia di Crotopo, re di Argo, e concepì un figlio ad Apollo, Lino. Non va confusa con un'altra Psamate, che era una delle nereidi.

## Il mito
Pausania riferisce che Apollo si innamorò di Psamate e la rese gravida di Lino. Quando il bambino nacque, Psamate, temendo l'ira del padre, lo abbandonò su una montagna. Dei mandriani al servizio di Crotopo raccolsero il bambino e lo allevarono; un giorno, però, Lino fu sbranato dai cani pastori, lasciati incustoditi.
Il dolore di Psamate alla notizia della morte del bimbo non sfuggi a Crotopo, che intuì la colpa della figlia e la condannò a morte. 
Apollo, addolorato e furioso per la morte di Lino e della sua amante, volle punire Crotopo, e inviò ad Argo Pena («Punizione»), una creatura mostruosa che rapiva tutti i neonati del regno. Pena fu uccisa dall'eroe Corebo, ma subito sulla città si abbatté un'implacabile pestilenza. Infine, Corebo chiese all'Oracolo di Delfi come estinguere la rabbia del dio. La Pizia gli ordinò di prendere un tripode e di edificare un tempio ad Apollo nel luogo in cui gli sarebbe caduto di mano. Ciò accadde sul  monte Geranìa, laddove Corebo costruì il tempio e in seguito fondò la città di Tripodisco.